# Симина, Уэсли
Уэсли В. Симина (англ. Wesley W. Simina; род. 10 сентября 1961) — микронезийский государственный и политический деятель. Президент Федеративных Штатов Микронезии с 11 мая 2023 года. Занимал пост губернатора штата Чуук, одного из четырёх штатов, входящих в состав Федеративных Штатов Микронезии, с июля 2005 по июль 2011 года.

## Карьера
В 1986 году поступил в Юридическую школу Уильяма С. Ричардсона Гавайского университета (кампус Маноа.
В 1988—1991 годах Симина был главным адвокатом в Управлении государственного защитника ФШМ по штатам Косрае и Чуук.
Симина был переизбран на второй срок губернатором Чуука во втором туре выборов 2009 года против Джиллиан Н. Дуна, сына бывшего губернатора Гидеона Дуна. Он и лейтенант-губернатор Джонсон Элимо были приведены к присяге на второй срок 2 июля 2009 года на церемонии инаугурации, состоявшейся в Центре развития Сарамен Чуук в средней школе Сарамен Чуук в Вено, Чуук.
Симина ушёл с поста губернатора в июле 2011 года, чтобы стать сенатором Чуука в национальном Конгрессе Федеративных Штатов Микронезии. Лейтенант-губернатор Чуука Джонсон Элимо сразу же стал исполняющим обязанности губернатора Чуука после отставки Симины. Элимо выиграл внеочередные выборы губернатора 24 августа 2011 года, чтобы отбыть оставшийся срок Симины. Элимо выиграл выборы с 7945 голосами, Александр Наррун занял второе место с 6913 голосами, а Редли Киллион занял третье место с 3692 голосами.
Симина был избран спикером девятнадцатого Конгресса Федеративных Штатов Микронезии 11 мая 2015 года, а 11 мая 2023 года был избран президентом Федеративных Штатов Микронезии на первой очередной сессии 23-го Конгресса.

## Личная жизнь
Женат, имеет восемь детей.